# 오코노미 와이드 히로시마
오코노미 와이드 히로시마(お好みワイドひろしま)은 NHK 히로시마 방송국에서 제작하고 방영되고 있는 저녁 뉴스와 정보 프로그램이다.

## 소개
매주 월 ~ 금 저녁 6시 10분부터 7시까지 50분간 NHK 종합 텔레비전에서 방송되고 있고 NHK 히로시마 방송국에서 제작을 하고 있는 프로그램은 퇴근시간 히로시마현을 비롯한 주코쿠 지방의 소식을 전달하는 프로그램이다.

## 방송 시간
- 매주 월 ~ 금 오후 6시 10분 ~ 7시(50분)

## 호외
참고로 이노우에 아사히 아나운서가 2006년 4월부터 2009년 3월 13일까지 3년 11개월 동안 프로그램을 진행 했던 적이 있었다.